# Тонганский фунт
Тонганский фунт (англ. Tongan pound) — денежная единица протектората Тонга в 1921—1967 годах.
С 1900 года законным платёжным средством являлся фунт стерлингов. В 1921 году правительство протектората получило право выпуска банкнот. В том же году была выпущена первая купюра — казначейская нота правительства Тонга (Government of Tonga Treasury note) в 5 фунтов стерлингов. Выпуск купюр других номиналов (4 и 10 шиллингов, 1 фунт стерлингов) был начат в 1933 году. Британский фунт стерлингов продолжал использоваться в обращении до 1936 года.
В 1936 году паритет с фунтом стерлингов был отменён, тонганский фунт приравнен к австралийскому фунту, который стал использоваться в обращении параллельно с тонганским фунтом. Банкноты в 1 и 5 фунтов стали выпускаться с надпечаткой — зачёркнутым словом «sterling». В 1940 году начат выпуск купюр в 1 фунт, а в 1942 году — купюр в 5 фунтов без слова «sterling».
3 апреля 1967 года введена новая денежная единица — тонганская паанга. Обмен производился: 1 фунт = 2 паанга.